# Thomas J. Wright
Ne pas confondre avec N. T. Wright, acteur et producteur américain.
Pour les articles homonymes, voir Thomas Wright et Wright.
Thomas J. Wright est un réalisateur de télévision américain.

## Biographie
Wright a réalisé des épisodes de Smallville, One Tree Hill, Firefly et de nombreux autres programmes. Il a également beaucoup travaillé sur le film Millennium de Chris Carter, pour lequel il a été producteur et a dirigé 26 des 67 épisodes de la série. Il a également réalisé le film No Holds Barred de Hulk Hogan en 1989. Il était également l'artiste qui a créé les peintures utilisées dans la série d'anthologies d'horreur télévisées Night Gallery.

## Filmographie sélective

### Cinéma
- 1989 : No Holds Barred
- 2002 : Unspeakable

### Télévision
- 1986 : La Cinquième Dimension (2 épisodes)
- 1987 : Max Headroom (3 épisodes)
- 1987-1989 : La Belle et la Bête (9 épisodes)
- 1992 : Highlander (6 épisodes)
- 1995 : L'Homme de nulle part (2 épisodes)
- 1995-1996 : Space 2063 (6 épisodes)
- 1996-1999 : Millennium (26 épisodes)
- 1999-2000 : X-Files : Aux frontières du réel (épisodes Millennium, Chance et Maleeni le Prodigieux)
- 2000-2001 : Les Experts (3 épisodes)
- 2000-2001 : Angel (épisodes Force aveugle et Retour à l'ordre)
- 2001-2002 : Dark Angel (3 épisodes)
- 2002 : Disparition (mini-série)
- 2003 : Firefly (épisode Mission secours)
- 2003-2004 : Smallville (2 épisodes)
- 2004-2015 : NCIS : Enquêtes spéciales (36 épisodes)
- 2004-2008 : Les Frères Scott (9 épisodes)
- 2005 : Wanted (1 épisode)
- 2006 : Bones (1 épisode)
- 2010 : Tower Prep (3 épisodes)
- 2010-2015 : Castle (9 épisodes)
- 2012-2015 : Supernatural (9 épisodes)